# Poeoptera stuhlmanni
El estornino de Stuhlmann (Poeoptera stuhlmanni) es una especie de ave paseriforme de la familia Sturnidae endémica de la región de los Grandes Lagos de África.

## Descripción
Mide alrededor de 19 cm, su plumaje es negro, con brillo azulado en cabeza cuello y pecho. Se alimenta de semillas, artrópodos y larvas.

## Distribución
Se encuentra en Burundi, la República Democrática del Congo, el suroeste de Etiopía, Kenia, Ruanda, Sudán del Sur, el norte de Tanzania y Uganda. 